# Водримені
Водримені́, Водрімені (фр. Vaudrimesnil) — колишній муніципалітет у Франції, у регіоні Нормандія, департамент Манш. Населення — 377 осіб (2011).
Муніципалітет був розташований на відстані близько 280 км на захід від Парижа, 80 км на захід від Кана, 24 км на захід від Сен-Ло.

## Історія
До 2015 року муніципалітет перебував у складі регіону Нижня Нормандія. Від 1 січня 2016 року належав до нового об'єднаного регіону Нормандія.
1 січня 2019 року Водримені, Анктевіль, Ла-Ронд-Е, Ле-Менібю, Сент-Обен-дю-Перрон, Сен-Мішель-де-ла-П'єрр i Сен-Совер-Ланделен було об'єднано в новий муніципалітет Сен-Совер-Віллаж.

## Демографія
Динаміка населення (INSEE ):
Розподіл населення за віком та статтю (2006):
| Стать | Всього | До 15 років | 15-24 | 25-44 | 45-64 | 65-85 | Понад 85 |
| --- | ------ | ----------- | ----- | ----- | ----- | ----- | -------- |
| Чоловіки | 197    | 30          | 21    | 39    | 40    | 51    | 16       |
| Жінки | 210    | 52          | 22    | 38    | 43    | 43    | 12       |
| \| Статево-вікова піраміда \| Статево-вікова піраміда \| Статево-вікова піраміда \| \| ----------------------- \| ----------------------- \| ----------------------- \| \| Чоловіки \| Вік \| Жінки \| \| 16 \| 85 + \| 12 \| \| 4 \| 80-84 \| 0 \| \| 21 \| 75-79 \| 21 \| \| 9 \| 70-74 \| 13 \| \| 17 \| 65-69 \| 9 \| \| 0 \| 60-64 \| 0 \| \| 9 \| 55-59 \| 17 \| \| 9 \| 50-54 \| 9 \| \| 22 \| 45-49 \| 17 \| \| 9 \| 40-44 \| 17 \| \| 17 \| 35-39 \| 13 \| \| 13 \| 30-34 \| 4 \| \| 0 \| 25-29 \| 4 \| \| 4 \| 20-24 \| 9 \| \| 17 \| 15-20 \| 13 \| \| 4 \| 10-14 \| 22 \| \| 9 \| 5-9 \| 17 \| \| 17 \| 0-4 \| 13 \| |        |             |       |       |       |       |          |
| Статево-вікова піраміда |        |             |       |       |       |       |          |
| Чоловіки | Вік    | Жінки       |       |       |       |       |          |
| 16 | 85 +   | 12          |       |       |       |       |          |
| 4 | 80-84  | 0           |       |       |       |       |          |
| 21 | 75-79  | 21          |       |       |       |       |          |
| 9 | 70-74  | 13          |       |       |       |       |          |
| 17 | 65-69  | 9           |       |       |       |       |          |
| 0 | 60-64  | 0           |       |       |       |       |          |
| 9 | 55-59  | 17          |       |       |       |       |          |
| 9 | 50-54  | 9           |       |       |       |       |          |
| 22 | 45-49  | 17          |       |       |       |       |          |
| 9 | 40-44  | 17          |       |       |       |       |          |
| 17 | 35-39  | 13          |       |       |       |       |          |
| 13 | 30-34  | 4           |       |       |       |       |          |
| 0 | 25-29  | 4           |       |       |       |       |          |
| 4 | 20-24  | 9           |       |       |       |       |          |
| 17 | 15-20  | 13          |       |       |       |       |          |
| 4 | 10-14  | 22          |       |       |       |       |          |
| 9 | 5-9    | 17          |       |       |       |       |          |
| 17 | 0-4    | 13          |       |       |       |       |          |

## Економіка
2010 року серед 228 осіб працездатного віку (15—64 років) 157 були активними, 71 — неактивною (показник активності 68,9%, у 1999 році було 53,1%). З 157 активних мешканців працювала 151 особа (80 чоловіків та 71 жінка), безробітними було 6 (4 чоловіки та 2 жінки). Серед 71 неактивної 21 особа була учнем чи студентом, 23 — пенсіонерами, 27 були неактивними з інших причин.

У 2010 році в муніципалітеті числилось 157 оподаткованих домогосподарств, у яких проживали 382,0 особи, медіана доходів виносила 15 825 євро на одного особоспоживача